# Skoky do vody na Letních olympijských hrách 1984
Skoky do vody na Letních olympijských hrách 1984 probíhaly na stadionu Olympic Swim Stadium v Los Angeles.

## Medailisté

### Muži
| Kategorie | Zlato                                        | Stříbro                                      | Bronz                                          |
| --------- | -------------------------------------------- | -------------------------------------------- | ---------------------------------------------- |
| Prkno 3 m | Greg Louganis · Spojené státy americké (USA) | Tan Liangde · Čína (CHN)                     | Ronald Merriott · Spojené státy americké (USA) |
| Věž 10 m  | Greg Louganis · Spojené státy americké (USA) | Bruce Kimball · Spojené státy americké (USA) | Li Kongzheng · Čína (CHN)                      |

### Ženy
| Kategorie | Zlato                            | Stříbro                                            | Bronz                                               |
| --------- | -------------------------------- | -------------------------------------------------- | --------------------------------------------------- |
| Prkno 3 m | Sylvie Bernierová · Kanada (CAN) | Kelly McCormicková · Spojené státy americké (USA)  | Christina Seufertová · Spojené státy americké (USA) |
| Věž 10 m  | Zhou Jihongová · Čína (CHN)      | Michele Mitchellová · Spojené státy americké (USA) | Wendy Wylandová · Spojené státy americké (USA)      |

## Přehled medailí
| Pořadí | Země                         | Zlato | Stříbro | Bronz | Celkově |
| ------ | ---------------------------- | ----- | ------- | ----- | ------- |
| 1.     | Spojené státy americké (USA) | 2     | 3       | 3     | 8       |
| 2.     | Čína (CHN)                   | 1     | 1       | 1     | 3       |
| 3.     | Kanada (CAN)                 | 1     | 0       | 0     | 1       |